# Herbert Baker
Sir Herbert Baker (Cobham, Kent, 1862. június 9. – Cobham, 1946. február 4.) angol építész, számos háborús emlékmű tervezője.

## Magánélete
1862. június 9-én született Thomas Henry Baker és Frances Baker fiaként. Tizenegy testvére volt. A Tonbridge Schoolban tanult, majd a nagybátyjánál, Arthur Bakernél volt fizető segéd. Járt órákra a Királyi Akadémia építészeti társaságához. Egy ideig Sir George Gilbert Scott, a viktoriánus gótika kiemelkedő alkotójától tanult.  1904. június 21-én feleségül vette Florence Edmeades-t, és a frigyből négy gyerek született: Ann, Henry, Allaire és Alfred.

## Pályafutása
Tanoncévei befejezése után, 1882-ben Ernest George és Harold Peto építészirodájában helyezkedett el. Az akadémia Burlington House-i intézményében szerzett építészvégzettséget, és megkapta az Aspitel-díjat. Ezután az európai kontinensen tanult tovább. 1890-ben megnyitotta saját irodáját Gravesendben. Két év múlva Dél-Afrikába utazott, hogy segédkezzen egyik bátyjának egy gyümölcsöst vásárolni.
A következő húsz évet ott töltötte, és számos közintézményt, vallási célú épületet és magánházat tervezett. Első épületét 1983-ban tervezte James Rose-Innes igazságügy-miniszternek, majd megismerkedett Cecil Rhodes-zal, aki megbízta a háza, a Groote Schuur átépítésével. Két év múlva közös céget alapított Francis Masey angol építésszel. Irodájuk építette a fokvárosi Szent György-katedrálist. Baker később megtervezte a városi klubot és Rudyard Kipling nyári otthonát. A második búr háború befejezése után Johannesburgba költözött, és az újjáépítésen dolgozott.
1912-ben csatlakozott Edwin Lutyenshez Indiában, ahol a Delhibe tervezett új kormányzati épületeken kezdett dolgozni. Rövidesen megromlott a kapcsolata Luytensszel, amikor kiderült, hogy tervezett épületei rontják a rálátást a társa által épített alkirályi palotára és a törvényhozásra. Luytens később, a waterlooi csatára utalva saját Bakerloo-jának nevezte az esetet.
Ezt követően Herbert Baker számos temetőt, emlékhelyet tervezett a nemzetközösségi hadisírokat gondozó bizottságnak (Imperial War Graves Commission) Belgiumban és Franciaországban. Dolgozott Kenyában is. Miután visszaköltözött Londonba, a Barton Streeten nyitott irodát abban az épületben, amelynek a felső szintjén Thomas Edward Lawrence lakott. 1926-ban lovaggá ütötték.
Több épületet emelt az Egyesült Királyságban, közülük néhány vegyes fogadtatást kapott, így a londoni India-ház és Dél-Afrika-ház. Ő tervezte Millicent Fawcett emlékművét. A Bank of England átépítése  tönkretette reputációját, mivel túl sok korábbi elemét semmisítette meg a John Soane által tervezett épületnek. Hamvait a Westminsteri apátságban helyezték örök nyugalomra, és az esperes a Nemzetközösség építészeként emlékezett rá..

## Híresebb munkái
- Courcelette-i katonai temető
- Ovillers katonai temető
- Tyne Cot katonai temető
- Bank of England
- Neuve-chapelle-i indiai emlékmű
- Szent György-katedrális, Fokváros
- Pretóriai vasútállomás
- Loos katonai temető
- A Kimberley ostromában elesettek emlékműve

## Baker alkotásai

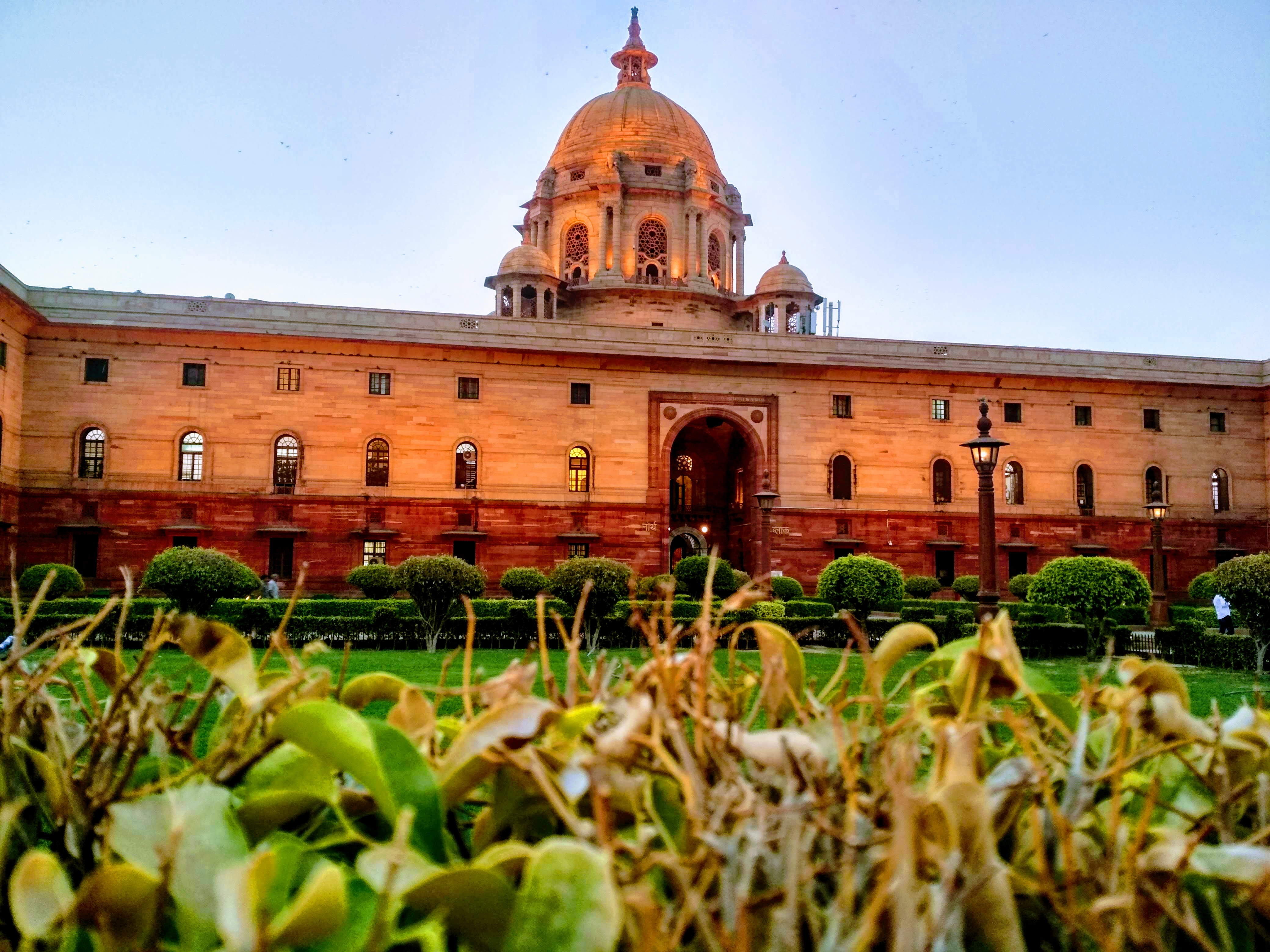
Kormányzati intézmény, delhi
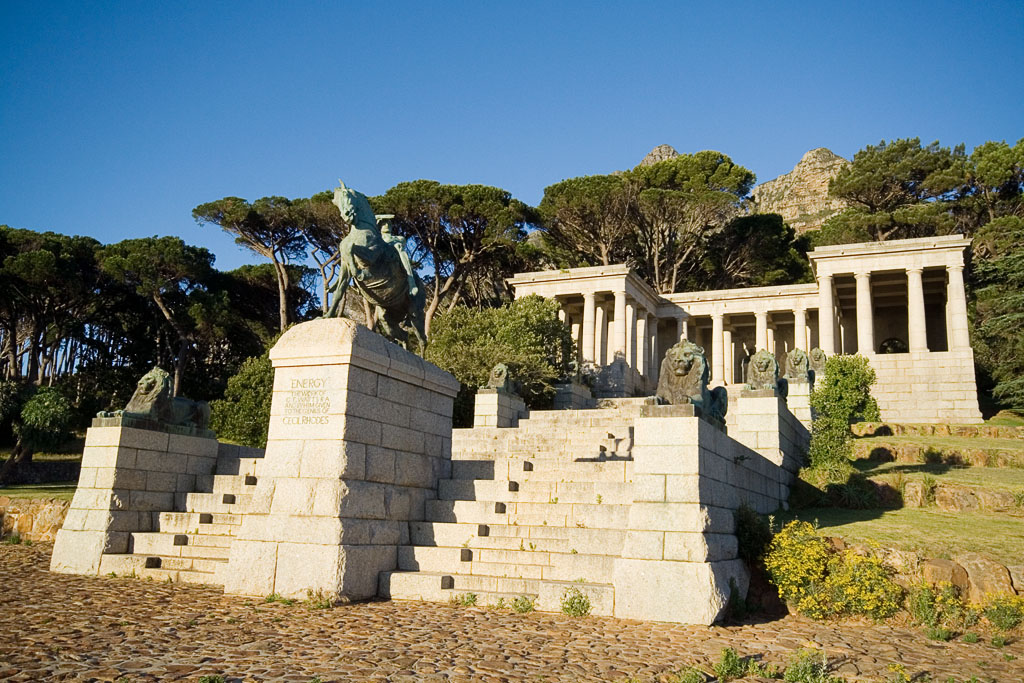
Rhodes-emlékmű
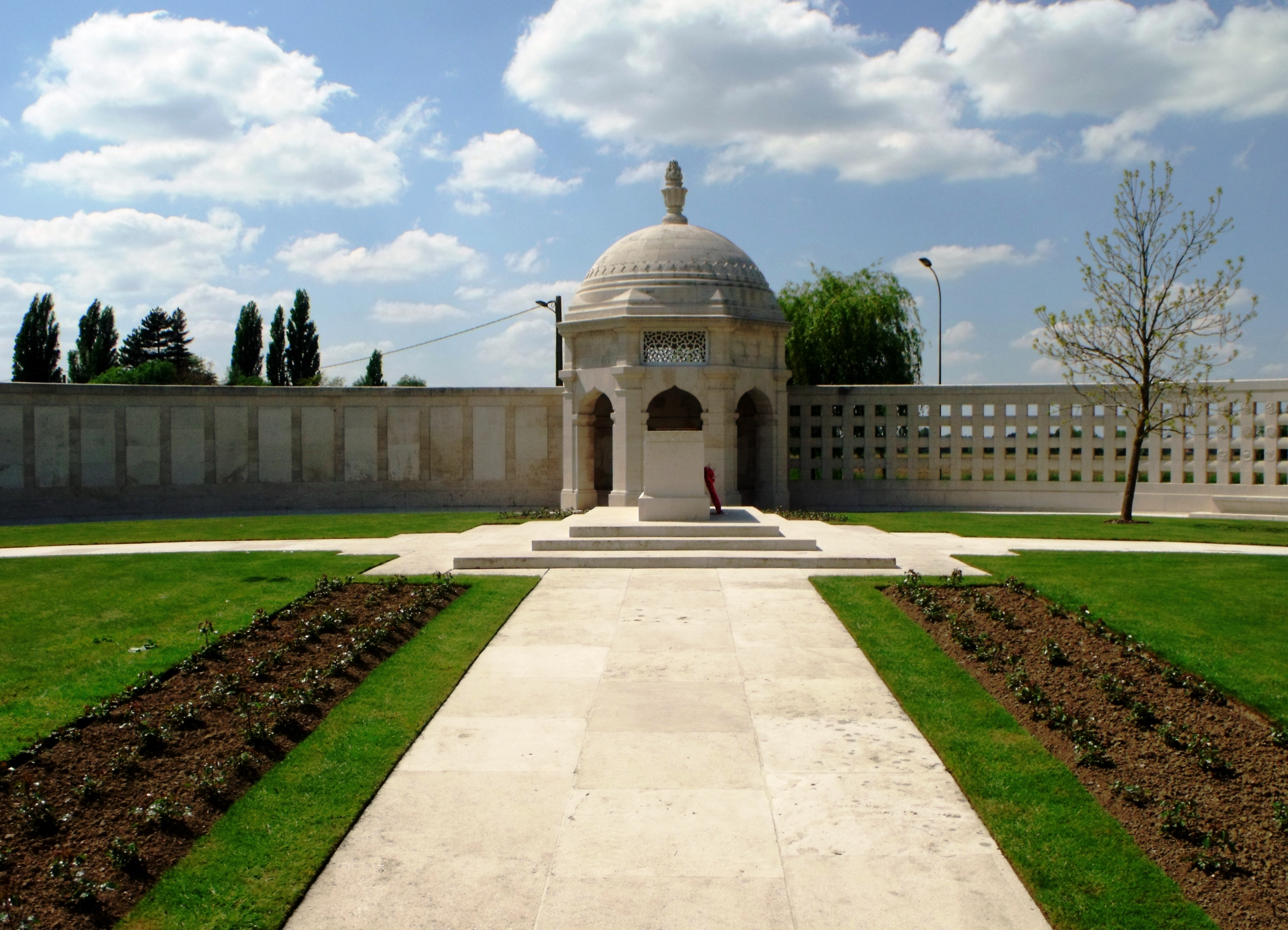
Indiai emlékmű
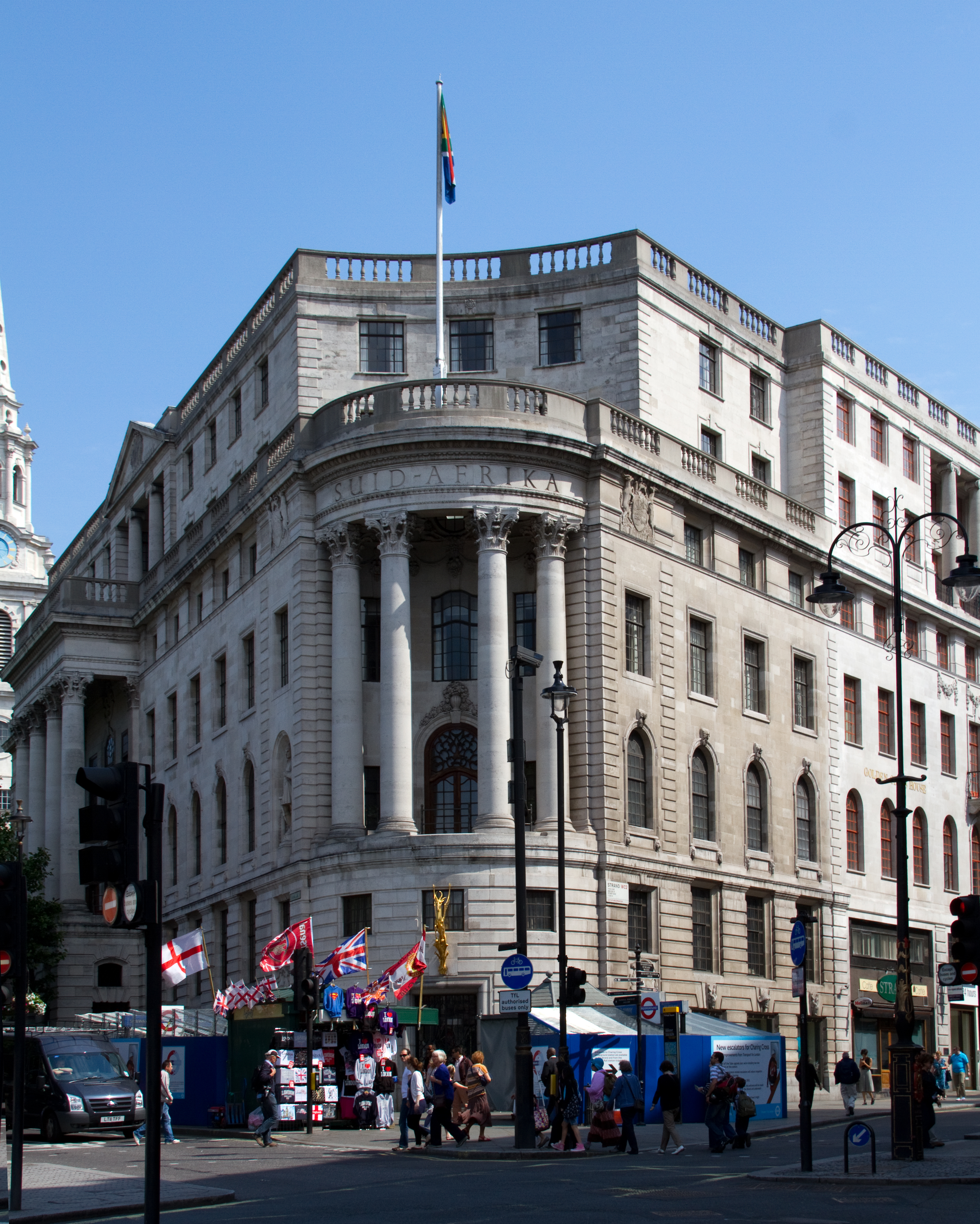
Dél-Afrika-ház
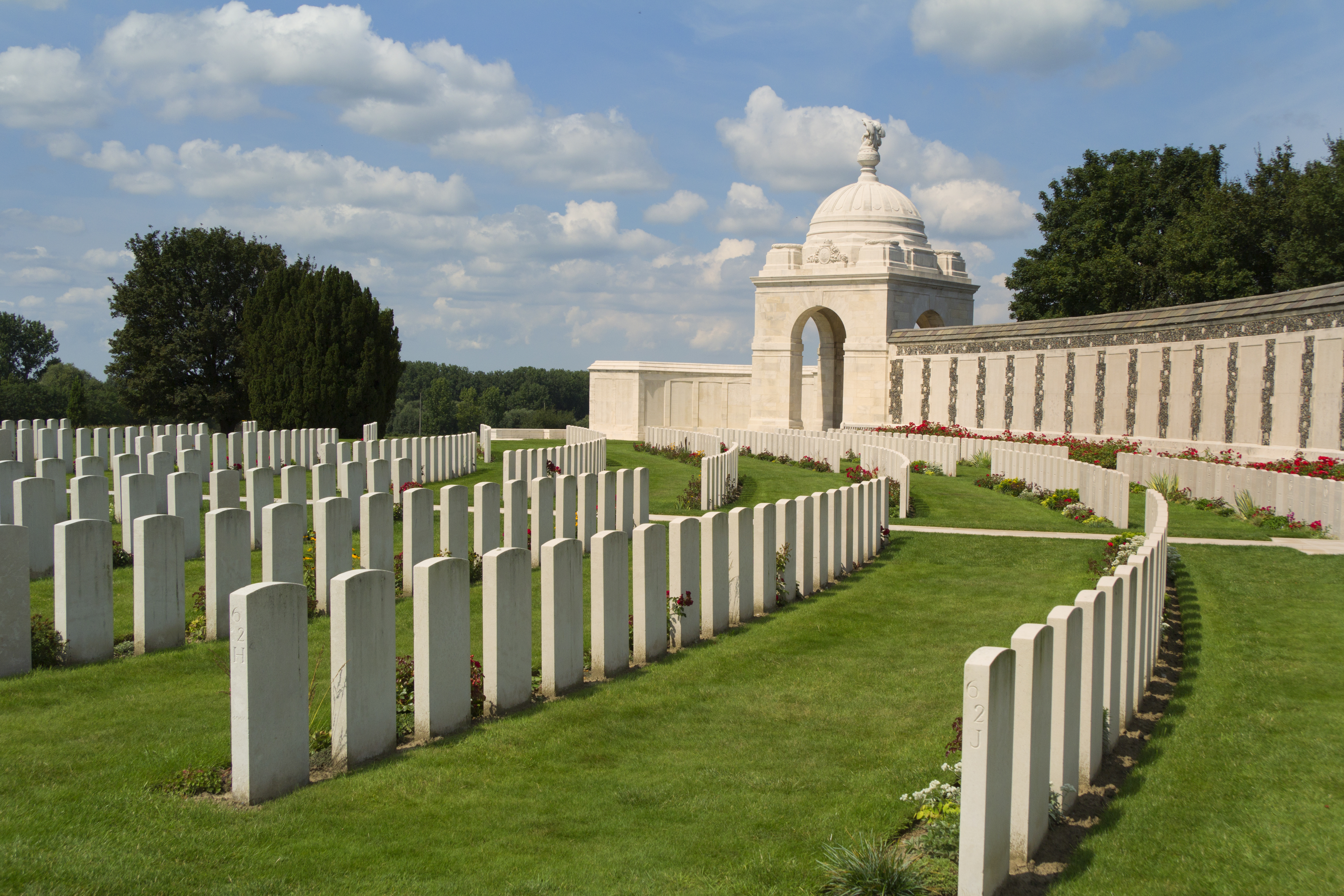
Tyne Cot